# مونتیچلی داونجینا
مونتیچلی داونجینا (به ایتالیایی: Monticelli d'Ongina) یک کومونه در ایتالیا است که در استان پیاچنزا واقع شده‌است. مونتیچلی داونجینا ۴۶٫۴ کیلومترمربع مساحت و ۵٬۴۰۷ نفر جمعیت دارد و ۴۰ متر بالاتر از سطح دریا واقع شده.